# Afrikaspiele 2019/Leichtathletik – 10.000 m der Männer
Der 10.000-Meter-Lauf der Männer bei den Afrikaspielen 2019 fand am 27. August im Stade Moulay Abdallah in Rabat statt.
19 Läufer aus elf Ländern nahmen an dem Wettbewerb teil. Die Goldmedaille gewann Berehanu Tsegu mit 27:56,81 min, Silber ging an Aron Kifle mit 27:57,79 min und die Bronzemedaille gewann Jemal Yimer mit 27:59,02 min.

## Rekorde
| Weltrekord        | Kenenisa Bekele | 26:17,53 min | Memorial Van Damme, Brüssel, Belgien | 26. August 2005 |
| Rekord der Spiele | Zersenay Tadese | 27:00,30 min | Afrikaspiele in Algier, Algerien     | 19. Juli 2007   |

## Ergebnis
27. August 2019, 18:03 Uhr
| Platz | Athlet                   | Land                         | Zeit (min) |
| ----- | ------------------------ | ---------------------------- | ---------- |
|       | Berehanu Tsegu 1         | Äthiopien                    | 27:56,81   |
|       | Aron Kifle               | Eritrea                      | 27:57,79   |
|       | Jemal Yimer              | Äthiopien                    | 27:59,02   |
| 4     | Edwin Cheruiyot Soi      | Kenia                        | 28:05,70   |
| 5     | Noel Hitimana            | Ruanda                       | 28:11,84   |
| 6     | Onesphore Nzikwinkunda   | Burundi                      | 28:11,90   |
| 7     | Abadi Hadis              | Äthiopien                    | 28:27,38   |
| 8     | Samuel Kibet             | Uganda                       | 28:32,89   |
| 9     | Awet Habte               | Eritrea                      | 28:36,30   |
| 10    | Jamal Hitrane            | Marokko                      | 28:48,58   |
| 11    | Mande Bushendich         | Uganda                       | 28:59,66   |
| 12    | Dejen Tesfalem Weldu     | Eritrea                      | 29:12,77   |
| 13    | Kefasi Kasiteni Chitsala | Malawi                       | 30:10,27   |
| 14    | Chauncy Makolani Master  | Malawi                       | 30:59,64   |
| 15    | Alpha Kabanga Mulumba    | Demokratische Republik Kongo | 33:34,53   |
|       | Osman Challey            | Sierra Leone                 | DNF        |
|       | Paul Kipngetich Tanui    | Kenia                        | DNF        |
|       | Samuel Freire            | Kap Verde                    | DNF        |
|       | Charles Yosei Muneria    | Kenia                        | DNF        |
|       | Moumin Bouh Guilleh      | Dschibuti                    | DNS        |
|       | Toka Badboy              | Lesotho                      | DNS        |